# Mohamed Sibari
Mohamed Sibari   (Kasr al-Kabir, 1945 - Marroc, 28 de novembre de 2013) fou un periodista, poeta i escriptor de diverses novel·les i narracions curtes. Desenvolupà una productiva carrera literària utilitzant el castellà com a llengua d'expressió i comunicació. En gran part de la seva obra s'hi destil·la la sensibilitat i el tarannà d'un narrador, un conta contes, que porta la tradició oral a dins i que la transmet a la seva obra. Sibari fou un dels fundadors de l'Associació d'Escriptors Marroquins en Llengua Espanyola (AEMLE). Destaquen dins de la seva obra: Relatos del Hammam, La Rosa de Xauen i Poemas del Lukus, entre d'altres.
El 2004 va rebre el premi Pablo Neruda de literatura i el 2010 el Premi Literari de Naji Naaman.